# Greenethorpe
Greenethorpe är en ort i Australien. Den ligger i kommunen Weddin och delstaten New South Wales, i den sydöstra delen av landet, omkring 260 kilometer väster om delstatshuvudstaden Sydney.
Runt Greenethorpe är det mycket glesbefolkat, med 3 invånare per kvadratkilometer.. Närmaste större samhälle är Koorawatha, omkring 15 kilometer öster om Greenethorpe.
Trakten runt Greenethorpe består till största delen av jordbruksmark. Genomsnittlig årsnederbörd är 728 millimeter. Den regnigaste månaden är februari, med i genomsnitt 147 mm nederbörd, och den torraste är oktober, med 24 mm nederbörd.